# Самый младший дождик
«Самый младший дождик» — советский цветной кукольный мультипликационный фильм Стеллы Аристакесовой, снятый на студии «Союзмультфильм» в 1971 году по сценарию Людмилы Зубковой.

## Сюжет
В семье Грома и Молнии было четверо сыновей — Дождей. Трое старших занимались тем, что развозили по всему миру на тучах дожди, у каждого свой особенный. Самому младшему дождику тучи не доверяли, занятые братья его с собой не брали. Осенний дождь требовал не мешать. Весенний дождь предлагал сначала подрасти. Летний дождь успокаивал, дескать, ещё успеешь. От скуки самый младший дождик собирал из облаков разные красивые фигуры. Поглядев на эти фигуры, старший брат — ворчливый осенний дождь — дал братишке лейку, которой пользовался сам, пока был маленьким. Накапал младший в лейку воды из баков осеннего, летнего и весеннего дождей, сел на подвернувшееся облако и полетел.
Сначала полил младший из лейки ручеёк. Вырос ручеёк, унесло зайцев на бревне. Засмеяли младшего лягушки: воду водой поливает, нет, чтобы ромашку полить. Полил самый младший дождик цветок, вырос цветок до неба. Вылез из цветка муравей, присвистнул: высоко! Проворчал: три дня домой теперь добираться. Полил дождик бабку, между деревянных столбов бельё развешивавшую. Выросли из столбов деревья, листья пустили, не достаёт теперь бабка до белья, ругается, грозит хулигану-дождику уши надрать. Полетел самый младший дождик дальше и увидел девочку, распевающую весёлую песню и поливающую землю из лейки. Спустился дождик на землю, спрятался за куст и удивляется: зачем девочка пустую землю поливает? Полил дождик маленькую собачку — выросла собачка, почти с дождика ростом стала. Подошла девочка, назвала дождика глупым. Собачка отряхнулась и снова стала маленькой. Дождик сказал, что он не глупый, а просто самый младший дождик и капнул из своей лейки на землю, туда, где девочка своей лейкой поливала. Тут же выросла большущая морковь. Девочка предложила поливать грядки вместе. Стали они поливать и тут же повырастали огромные овощи-ягоды: редиски, ещё морковь, арбузы, преогромнейшая тыква, капуста. Большое дерево выросло из ничего и тут же зацвело. Попрощался дождик с девочкой и улетел, пообещав ещё прийти. По дороге он пел песню. А ещё полил поляну, где не поделили гриб ежик с белкой. После дождя тут же выросло очень много грибов и зверям стало нечего делить. А для девочки выросла земляника. А потом ещё повырастали разные красивые цветы. А потом дождик окончательно скрылся из виду за радугой.

## Съёмочная группа
| Сценарист                 | Людмила Зубкова                                                  |
| Режиссёр                  | Стелла Аристакесова                                              |
| Художник-постановщик      | Розалия Зельма                                                   |
| Художники-мультипликаторы | Алла Гришко, Иосиф Доукша, Юрий Норштейн, Вячеслав Шилобреев     |
| Художник                  | Галина Золотовская                                               |
| Оператор                  | Теодор Бунимович                                                 |
| Композитор                | Моисей Вайнберг                                                  |
| Звукорежиссёр             | Борис Фильчиков                                                  |
| Роли озвучивали           | Олег Лазиев (или Лазнев), Лев Любецкий, Женя Унк, Элла Шиманская |

## Технические данные
| Название                     | Самый младший дождик                                      |
| Возрастная категория         | для малышей 0+                                            |
| Тип                          | объёмный                                                  |
| Цветность                    | цветной                                                   |
| Длина плёнки                 | 263 метра                                                 |
| Продолжительность            | 9 минут 36 секунд или 10 минут                            |
| Киностудия                   | Союзмультфильм (творческое объединение кукольных фильмов) |
| Дата производства            | 1971 год                                                  |
| Разрешительное удостоверение | 114008905 от 05.09.2005                                   |

## Описание, отзывы и критика
«О маленьком дождике, который не сразу научился приносить пользу людям и растениям».
По мнению киноведа Людвиги Закржевской, в мультфильме «Самый младший дождик» изображено много красот, в наличии изобилие красок, но в него не заложены никакие философские идеи и мысли, отсутствует «состав действия», в наличии имеется лишь скучный аксиоматичный сюжетный посыл без каких-либо изюминки, секрета, парадокса.
В 1974 году переработанная (на основе мультфильма) сказка Людмилы Зубковой «Самый младший дождик» (с иллюстрациями Розалии Зельмы) была опубликована отдельным изданием в издательстве «Бюро пропаганды советского киноискусства» в серии «Фильм-сказка» тиражом 300 000 экземпляров.
Киновед Анри Вартанов, на страницах мартовского выпуска журнала «Детская литература» за 1975 год, одобрил попытки режиссёра Стеллы Аристакесовой и сценариста Людмилы Зубковой (авторов мультфильма о сыновьях Грома и Молнии «Самый младший дождик»), по-новому подойдя к материалу, внести в традиционный сказочный жанр свойственные нашему времени, появившиеся под влиянием достижений научно-технической революции, понятия, хорошо знакомые детям современные сравнения и метафоры: похожие на дирижабли небесные тучки влетают в сделанные из современных синтетических материалов прозрачные эллинги, их там заполняют водой из колонок, как автомобили топливом на заправках. Вартанов счёл, что в достижении основной цели авторами фильма были допущены художественные просчёты, несмотря на их очевидные старания подчинить современному взгляду на мир переиначенную сказочную ситуацию и, при этом, вложить в неё важный познавательный смысл.